# Lauretanische Litanei

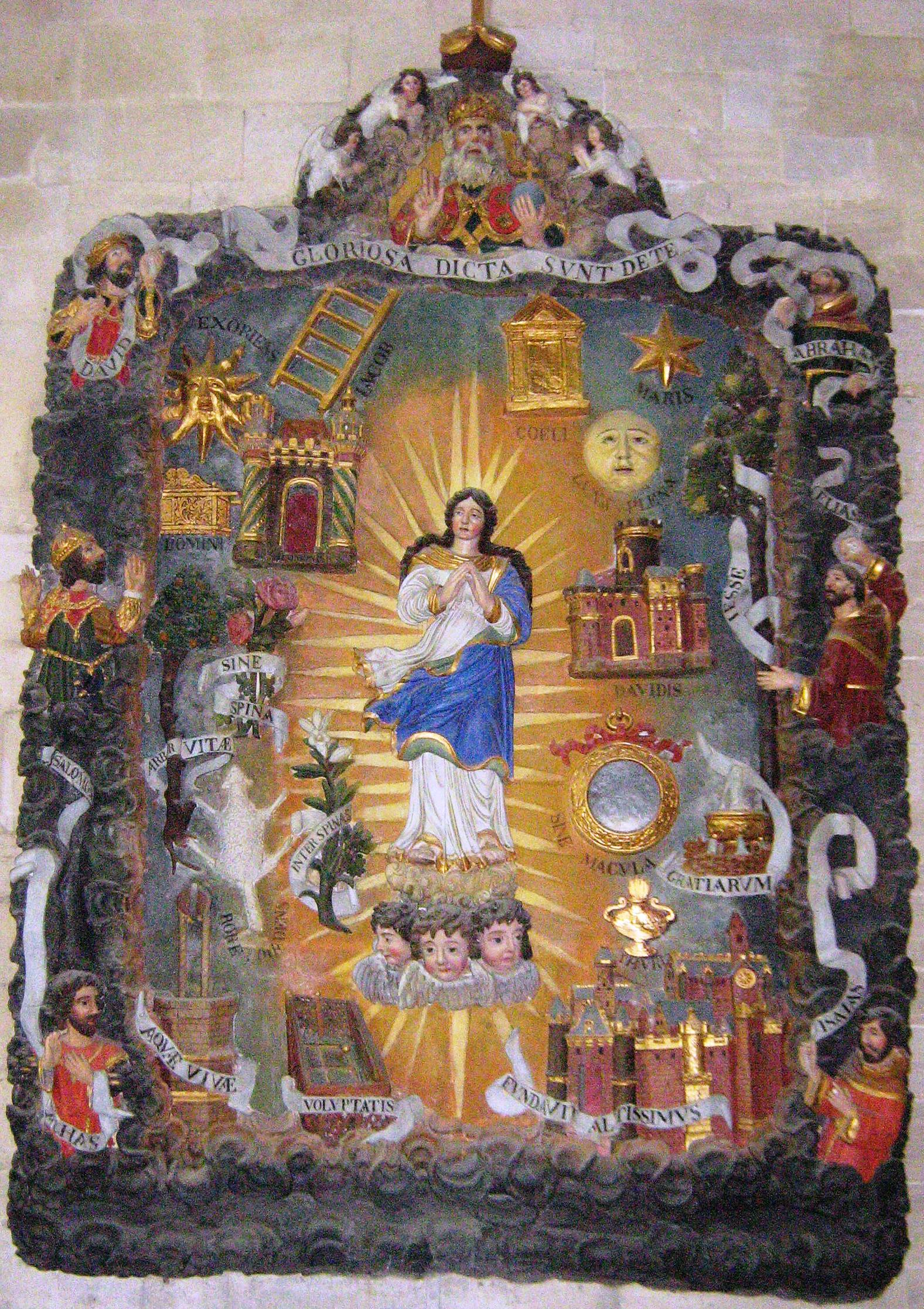
Gottesmutter, umgeben von marianischen Symbolen, Kathedrale von Bayeux

Die Lauretanische Litanei – lat. Litaniae Lauretanae oder Litania de Beata (Maria Virgine), „Litanei von der Seligen (Jungfrau Maria)“ – ist eine Litanei in der katholischen Kirche, deren Anrufungen sich an die Gottesmutter richten. Sie geht auf Anfänge im Mittelalter zurück und wurde mehrfach erweitert und verändert. In der überlieferten Form ist sie im Wesentlichen erstmals 1531 im italienischen Wallfahrtsort Loreto belegt, nach dessen latinisiertem Namen sie benannt ist.

## Geschichte
Die Gebetsform des Wechselgesanges zwischen Vorbeter und Volk (Litanei) wurde aus dem Judentum und aus antiken Kulten übernommen. Als Vorbild für marianische Litaneien gilt der ostkirchliche Hymnos Akathistos. Die westlichen Anfänge sind in der Allerheiligenlitanei zu sehen, in der ab dem 9. Jahrhundert Maria nicht nur als Sancta Maria, sondern auch als Sancta Dei genitrix, Sancta virgo virginum und mit anderen Titeln angerufen wurde; daraus entstanden selbständige Marienlitaneien und verbreiteten sich.

### Entwicklung bis zum 16. Jahrhundert
Eine erste lateinische Form der Lauretanischen Litanei ist aus dem 12. Jahrhundert bezeugt, entstanden wahrscheinlich in Paris; ein Verfasser ist nicht bekannt. Die Litanei bestand im Hochmittelalter in mehreren Fassungen, die große Übereinstimmungen haben, auch in armenischer Sprache. Einzelne Versionen haben nach den Anrufungen Notrufe und Fürbitten nach dem Vorbild der Allerheiligenlitanei.
Den Namen erhielt die Lauretanische Litanei erst im 16. Jahrhundert nach dem italienischen Marienheiligtum Loreto. Sie wurde 1587 von Papst Sixtus V. approbiert und von Papst Clemens VIII., der 1601 die Verwendung der Vielzahl von Litaneien in der Liturgie stark beschränkte, neben der Allerheiligenlitanei ausdrücklich für den gottesdienstlichen Gebrauch zugelassen. Eine zweite Fassung einer Marienlitanei war 1578 von Julio Candiotti, Archidiakon von Loreto, mit der Bitte um Approbation Papst Gregor XIII. vorgelegt worden, wurde aber abgelehnt, worauf sich die heutige Fassung allgemein durchsetzte. Papst Clemens VIII. hatte 1601 private Ergänzungen in die Litanei untersagt, die bis dahin immer wieder vorgenommen worden waren.
In den deutschsprachigen Ländern verdankt die Litanei, unser lieben frawen Letaney, wie sie zu Laureta gesungen wird, ihre Verbreitung den Jesuiten; Petrus Canisius brachte sie aus Loreto mit, ließ sie 1558 in Dillingen drucken und in allen Jesuitenkollegien einführen.

### Erweiterungen
Dem Text aus dem 16. Jahrhundert wurden verschiedene Anrufungen hinzugefügt:
- Hilfe der Christen: 1571 durch Papst Pius V. als Dank für den Sieg der Christen über die Türken bei Lepanto eingefügt[5]
- Königin des heiligen Rosenkranzes: 1675 für die Rosenkranzbruderschaften und 1883 allgemein durch Papst Leo XIII., der das Rosenkranzgebet stark förderte[6]
- Königin, ohne Makel der Erbsünde empfangen: 1846 auf Veranlassung von Papst Pius IX. für die Erzdiözese Mechelen, mit der Verkündigung des Dogmas von der Unbefleckten Empfängnis Mariens 1854 für weitere Diözesen[7]
- Mutter des guten Rates: 1903 durch Papst Leo XIII.
- Königin des Friedens: 1915 durch Papst Benedikt XV. unter dem Eindruck des Ersten Weltkriegs[8]
- Königin, in den Himmel aufgenommen: 1950 durch Papst Pius XII. nach Verkündigung des Dogmas von der leiblichen Aufnahme Mariens in den Himmel
- Mutter der Kirche: 1980 durch Papst Johannes Paul II. für die Bischofskonferenzen, die es wünschen
- Königin der Familie: 1995 durch Papst Johannes Paul II.
- Mutter der Barmherzigkeit (mater misericordiae), Mutter der Hoffnung (mater spei) und Trost der Migranten (solacium migrantium): 2020 durch Papst Franziskus.[9] Der Titel Mutter der Barmherzigkeit erschien bereits zuvor in neueren Fassungen der Litanei, etwa im Gotteslob, und geht auf einen Apostolischen Brief Johannes Pauls II. zurück. Er war bis zu der Änderung durch Papst Franziskus aber kein Teil des offiziellen Textes, sondern allenfalls Teil regional durch die Gottesdienstkongregation approbierter Fassungen.[10]

## Zum Text der Litanei

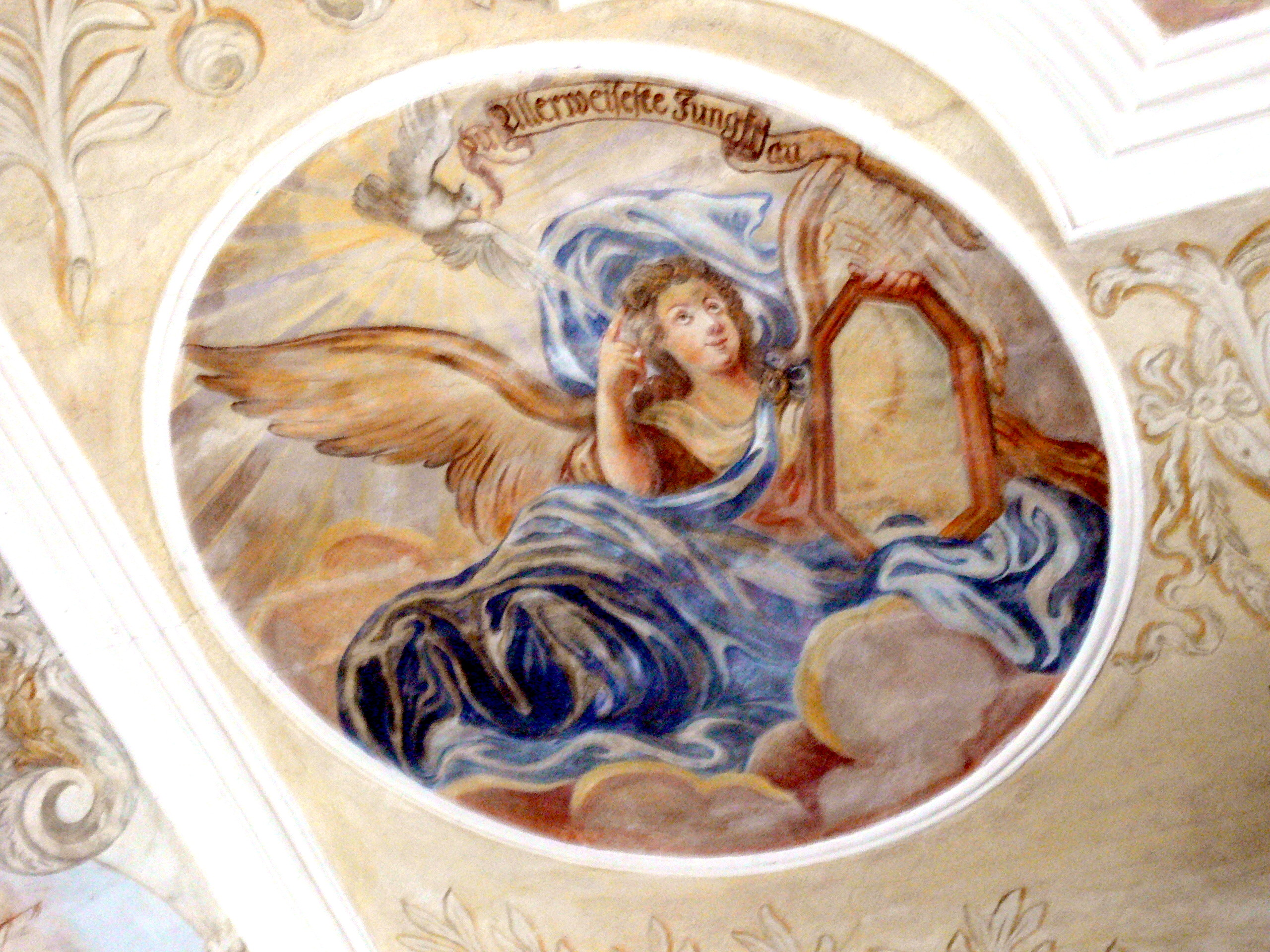
Virgo prudentissima (Altenmarkt-Osterhofen)

Durch die bild- und symbolreiche Sprache hat die Lauretanische Litanei einen sehr poetischen Charakter. Maria wird mit zahlreichen Bezeichnungen angesprochen, die ihre Rolle in der Heilsgeschichte teils direkt zum Ausdruck bringen („heilige Maria, Mutter Gottes – heilige Jungfrau – Mutter Christi – Mutter der Kirche“), teils in symbolischen, oft aus biblischen Bildern darstellt („Spiegel der Gerechtigkeit – Sitz der Weisheit – Kelch der Hingabe – elfenbeinerner Turm – Bundeslade Gottes“), die Bedeutung Mariens beschreiben („Heil der Kranken – Zuflucht der Sünder – Trost der Betrübten – Hilfe der Christen“) und schließlich Maria als Königin der Heiligen anrufen („Königin der Engel – Königin der Patriarchen – Königin der Apostel – Königin der Märtyrer – Königin der Jungfrauen“).
Jede Anrufung wird mit einem Ruf um die Fürbitte Mariens bei Gott verbunden.

## Ablauf
Die Litanei wird gesungen oder gesprochen. In Gemeinschaft spricht oder singt ein Vorbeter (V) oder eine Schola die Anrufung, alle (A) antworten „litaneiartig“ mit gleichbleibenden Akklamationen.
Die Einleitung wie auch das abschließende dreifache Agnus Dei finden sich genauso in der Allerheiligenlitanei und zahlreichen anderen Litaneien.

### Einleitung
| Griechisch/ Lateinisch                | Einheitstext (1950)                                               | Text im Gotteslob 2013                              |
| ------------------------------------- | ----------------------------------------------------------------- | --------------------------------------------------- |
| Kyrie eleison.                        | (V/A) Herr, erbarme dich unser.                                   | (V/A) Herr, erbarme dich.                           |
| Christe eleison.                      | (V/A) Christus, erbarme dich unser.                               | (V/A) Christus, erbarme dich.                       |
| Kyrie eleison.                        | (V/A) Herr, erbarme dich unser.                                   | (V/A) Herr, erbarme dich.                           |
| Christe audi nos. Christe exaudi nos. | Christus, höre uns. (A) Christus, erhöre uns.                     | Christus, höre uns. (A) Christus, erhöre uns.       |
| Pater de caelis Deus miserere nobis.  | Gott Vater vom Himmel, (A) erbarme dich unser.                    | Gott Vater im Himmel, (A) erbarme dich unser.       |
| Fili Redemptor mundi Deus             | Gott Sohn, Erlöser der Welt, (A) erbarme dich unser.              | Gott Sohn, Erlöser der Welt (A) erbarme dich unser. |
| Spiritus Sancte Deus                  | Gott, Heiliger Geist, (A) erbarme dich unser.                     | Gott Heiliger Geist (A) erbarme dich unser.         |
| Sancta Trinitas, unus Deus.           | Heilige Dreifaltigkeit, ein einiger Gott, (A) erbarme dich unser. | Heiliger dreifaltiger Gott (A) erbarme dich unser.  |

### Anrufungen Mariens
Antwort jeweils: Ora pro nobis – „Bitte für uns!“

#### Einleitende Anrufungen
| Lateinisch            | Einheitstext (1950)                    | Text im Gotteslob 2013 | Herkunft/Hintergrund |
| --------------------- | -------------------------------------- | ---------------------- | --- |
| Sancta Maria          | Heilige Maria                          | Heilige Maria          | |
| Sancta Dei Genitrix   | Heilige Gottesgebärerin                | Heilige Mutter Gottes  | „Der Titel ist Fundament der ganzen Marienverehrung. Wer Maria nicht als Mutter des Sohnes Gottes anerkennt, verwirft damit auch die Gottheit Christi.“ |
| Sancta Virgo virginum | Heilige Jungfrau über allen Jungfrauen | Heilige Jungfrau       | |

#### Anrufungen als Mutter
| Lateinisch                       | Einheitstext (1950)         | Text im Gotteslob 2013      | Herkunft/Hintergrund |
| -------------------------------- | --------------------------- | --------------------------- | --- |
| Mater Christi                    | Mutter Christi              | Mutter Christi              | Jesus wird als Nachkomme König Davids als Messias (= Christus) erwiesen (Mt 22,41-46 ), Maria steht als Tochter Davids im „weiten Raum des weltumspannenden messianischen Heilswirken des Christus“. |
| Mater misericordiae              | —                           | Mutter der Barmherzigkeit   | Ein entsprechender Marientitel findet sich auch im Hymnus Salve Regina. Der Gedanke der Barmherzigkeit wurde besonders von der polnischen Ordensfrau Maria Faustyna Kowalska propagiert. Die Päpste Johannes Paul II. und Franziskus nahmen den Gedanken auf, Papst Johannes Paul II. sprach Maria Faustyna Kowalska am 30. April 2000 heilig. Im selben Jahr wurde die Anrufung in die Litanei eingefügt.                           |
| Mater divinae gratiae            | Mutter der göttlichen Gnade | Mutter der göttlichen Gnade | In Jesus Christus, geboren von Maria, nahm die Gnade Gottes Gestalt an (vgl. Joh 1,16 ). |
| Mater purissima                  | Du reine Mutter             | Mutter, du Reine            | Unbefleckte Empfängnis Mariens Bei den Kirchenvätern finden sich zahlreiche Attribute, die die Sündenlosigkeit Mariens ausdrücken. Das Konzil von Trient erklärte, dass Maria durch ein besonderes göttliches Privileg vom Makel der Erbsünde verschont geblieben sei. |
| Mater castissima                 | Du keusche Mutter           | Mutter, du Keusche          | Unbefleckte Empfängnis Mariens Bei den Kirchenvätern finden sich zahlreiche Attribute, die die Sündenlosigkeit Mariens ausdrücken. Das Konzil von Trient erklärte, dass Maria durch ein besonderes göttliches Privileg vom Makel der Erbsünde verschont geblieben sei. |
| Mater inviolata                  | Du unversehrte Mutter       | Mutter ohne Makel           | Unbefleckte Empfängnis Mariens Bei den Kirchenvätern finden sich zahlreiche Attribute, die die Sündenlosigkeit Mariens ausdrücken. Das Konzil von Trient erklärte, dass Maria durch ein besonderes göttliches Privileg vom Makel der Erbsünde verschont geblieben sei. |
| Mater intemerata                 | —                           |                             | Unbefleckte Empfängnis Mariens Bei den Kirchenvätern finden sich zahlreiche Attribute, die die Sündenlosigkeit Mariens ausdrücken. Das Konzil von Trient erklärte, dass Maria durch ein besonderes göttliches Privileg vom Makel der Erbsünde verschont geblieben sei. |
| Mater amabilis                   | Du liebenswürdige Mutter    | Mutter, du viel Geliebte    | Die Formulierung im Gotteslob ist keine präzise Übersetzung, sondern wurde wegen der Sangbarkeit gewählt. |
| Mater admirabilis                | Du wunderbare Mutter        | Mutter, so wunderbar        | Die Formulierung im Gotteslob ist keine präzise Übersetzung, sondern wurde wegen der Sangbarkeit gewählt. |
| Mater boni consilii              | Du Mutter des guten Rates   | Mutter des guten Rates      | Papst Leo XIII. war Mitglied der Bruderschaft Unserer Lieben Frau vom guten Rat. |
| Mater pulchrae dilectionis       | —                           | Mutter der schönen Liebe    | Jesus Sirach 24,24 erstmals im 15. Jahrhundert belegt |
| Mater Creatoris                  | Du Mutter des Schöpfers     | Mutter des Schöpfers        | „Diesen Namen sollte man bei einem Geschöpfe für unmöglich halten, denn es scheint einen inneren Widerspruch einzuschließen, indem die Begriffe Schöpfer und Geschöpf […] willlkürlich gegen einander ausgetauscht werden. […] Der Name Mutter des Schöpfers [scheint] eine Unmöglichkeit auszudrücken. […] Aber andererseits [können] wir Maria diesen Ehrentitel nicht verweigern, ohne die Menschheit des Wortes […] zu leugnen.“ |
| Mater Salvatoris                 | Du Mutter des Erlösers      | Mutter des Erlösers         | |
| Mater Ecclesiae                  | —                           | Mutter der Kirche           | Vgl. Joh 19,26–27 ; die Kirchenväter Ambrosius und Augustinus hatten Maria schon als Mutter der Kirche bezeichnet, das Zweite Vatikanische Konzil formulierte: „Die katholische Kirche folgt ihr […] in der Zuneigung kindlicher Ehrfurcht als überaus liebevoller Mutter“ (LG 53.) Papst Paul VI. fügte 1964 die Anrufung in die Litanei ein. Sie folgte zunächst auf Mater Christi, mittlerweile auf Mater Salvatoris.             |
| Mater spei [Mutter der Hoffnung] | —                           | —                           | Durch Papst Franziskus am 20. Juni 2020 eingefügt. |

#### Anrufungen als Jungfrau
| Lateinisch          | Einheitstext (1950)    | Text im Gotteslob 2013              | Herkunft/Hintergrund |
| ------------------- | ---------------------- | ----------------------------------- | --- |
| Virgo prudentissima | Du weise Jungfrau      | Du kluge Jungfrau                   | Ps 111,10 ; in älteren Fassungen auch Mater prudentiae |
| Virgo veneranda     | Du ehrwürdige Jungfrau | —                                   | |
| Virgo praedicanda   | Du lobwürdige Jungfrau | Jungfrau, von den Völkern gepriesen | Lk 1,48 , Lk 1,42 ; in älteren Fassungen auch Mater praedicanda |
| Virgo potens        | Du mächtige Jungfrau   | Jungfrau mächtig zu helfen          | Die Macht der Fürbitte Mariens gegenüber Gott ist in ihrer Aufgabe in der Heilsgeschichte begründet. Das Begriffspaar potens – clemens beschreibt im klassischen Latein das Verhältnis von Hochgestellten zu Untergebenen. |
| Virgo clemens       | Du gütige Jungfrau     | Jungfrau voller Güte                | Die Macht der Fürbitte Mariens gegenüber Gott ist in ihrer Aufgabe in der Heilsgeschichte begründet. Das Begriffspaar potens – clemens beschreibt im klassischen Latein das Verhältnis von Hochgestellten zu Untergebenen. |
| Virgo fidelis       | Du getreue Jungfrau    | —                                   | |
| —                   | —                      | Jungfrau, du Magd des Herrn         | Lk 1,38 |

#### Anrufungen in Bildern
| Lateinisch              | Einheitstext (1950)            | Text im Gotteslob 2013       | Herkunft/Hintergrund |
| ----------------------- | ------------------------------ | ---------------------------- | --- |
| Speculum iustitiae      | Du Spiegel der Gerechtigkeit   | Du Spiegel der Gerechtigkeit | In Antike und mittelalterlicher Literatur steht der Spiegel für Reinheit der Seele, Pflicht sittlicher Selbstprüfiung und Selbsterkenntnis und Sicht nicht der Dinge selbst, sondern ihres Abbilds. Maria kann „Rückstrahlung der göttlichen Vollkommenheit genannt werden“. „Diese Spiegelung rührt in erster Linie von ihrem intimen Verkehr mit dem Gottessohne her.“                                                 |
| Sedes sapientiae        | Du Thron der Weisheit          | Du Sitz der Weisheit         | Jesus Christus wird als Weisheit verehrt, Maria als Gottesgebärerin als „Sitz der Weisheit“. Messfeiern an Marienfesten verwenden Texte über die Weisheit als Epistel, so Sir 24 oder Spr 8,22–31 . |
| Causa nostrae laetitiae | Du Ursache unserer Freude      | Du Ursache unserer Freude    | Die Freude über die Geburt Jesu (vgl. Lk 2,10 ) hat als einen Grund die Zustimmung Marias, Mutter zu werden (Lk 1,38 ). Auch eine Parallele zu Judit (Jdt 15,9 ) kann gezogen werden, die dem Volk Israel zu einem Sieg über die Assyrer verholfen hat und dafür als „die große Freude Israels“ gepriesen wird. |
| Vas spirituale          | Du Kelch des Geistes           | Du Kelch des Geistes         | Griech. σκεῦος skeuos „Gefäß“ kann auch „Werkzeug“ bedeuten, also hier im Sinne von „Werkzeug des Heiligen Geistes“ (vgl. Apg 9,15 ). |
| Vas honorabile          | Du ehrwürdiger Kelch           | Du kostbarer Kelch           | entsprechend etwa: „verehrungswürdiges Werkzeug, Organ des Heiligen Geistes“ |
| Vas insigne devotionis  | Du erlesener Kelch der Hingabe | Du Kelch der Hingabe         | devotio ist „Treue zu Gott“, „Ganzhingabe an Gott und seinen Ratschluss“, vgl. Lk 1,38 „Ich bin eine Magd des Herrn“. |
| Rosa mystica            | Du geheimnisvolle Rose         | Du geheimnisvolle Rose       | Bereits im 5. Jahrhundert wird Maria in einem Vers des Dichters Sedulius mit einer Rose ohne Stachel verglichen. Im Mittelalter entwickelte sich eine Rosen-Mystik um Jesus Christus und Maria. |
| Turris Davidica         | Du starker Turm Davids         | Du starker Turm Davids       | Hohelied 4,4 ; König David baute in Jerusalem eine Burg, deren höchster Turm seit der Kreuzfahrerzeit „Turm Davids“ genannt wurde. |
| Turris eburnea          | Du elfenbeinerner Turm         | Du elfenbeinerner Turm       | Hohelied 7,5 , seit Bernhard von Clairvaux allegorisch auf Maria gedeutet. |
| Domus aurea             | Du goldenes Haus               | Du goldenes Haus             | „Sie wird Haus oder Palast genannt, weil sie die Wohnung des großen Königs, Gottes selbst, war.“ Die Bundeslade, ein mit Gold überzogener hölzerner Kasten mit den zwei Tafeln der Zehn Gebote und dem Stab Aarons, war für die Juden die Wohnung Gottes, das Allerheiligste im Bundeszelt und dann im Jerusalemer Tempel. Statt Aarons Stab trägt Maria Jesus, das Reis aus Jesse (Jes 11,1 ).                          |
| Foederis arca           | Du Bundeslade                  | Du Bundeslade Gottes         | „Sie wird Haus oder Palast genannt, weil sie die Wohnung des großen Königs, Gottes selbst, war.“ Die Bundeslade, ein mit Gold überzogener hölzerner Kasten mit den zwei Tafeln der Zehn Gebote und dem Stab Aarons, war für die Juden die Wohnung Gottes, das Allerheiligste im Bundeszelt und dann im Jerusalemer Tempel. Statt Aarons Stab trägt Maria Jesus, das Reis aus Jesse (Jes 11,1 ).                          |
| Janua caeli             | Du Pforte des Himmels          | Du Pforte des Himmels        | „Maria ist die Pforte, durch die Christus bei der Empfängnis eingeht und bei der Geburt aus ihr heraustritt.“ Andere Fassungen waren im Mittelalter Janua calica, Janua regni celorum und porta celi. |
| Stella matutina         | Du Morgenstern                 | Du Morgenstern               | Ältere Fassungen haben stella marina („Meerstern“), lux matutina („Morgenlicht“) oder stella matutina („Morgenstern“). „Bekanntlich geht dieser Stern zusammen mit der Morgenröte dem Aufgang der Sonne vorauf: So ist Maria dem Kommen des Heilands voraufgegangen, dem Aufgehen der Sonne der Gerechtigkeit in der Geschichte des Menschengeschlechtes.“ (Papst Johannes Paul II., Enzyklika Redemptoris mater Nr. 3). |

#### Anrufungen in ihrer Mittlerrolle
| Lateinisch                                | Einheitstext (1950)        | Text im Gotteslob 2013 | Herkunft/Hintergrund |
| ----------------------------------------- | -------------------------- | ---------------------- | --- |
| Salus infirmorum                          | Du Heil der Kranken        | Du Heil der Kranken    | Die christliche Theologie sieht von Beginn an eine Parallele zwischen Eva und Maria: „Evas Schuld war es, dass das ursprüngliche Paradies verloren ging, [...] Drangsale aller Art das Menschengeschlecht plagten und der Tod Angst und Schrecken verbreitete. Maria, die zweite Eva, soll die hervorgerufenen Schäden beheben.“ |
| Refugium peccatorum                       | Du Zuflucht der Sünder     | Du Zuflucht der Sünder | Die christliche Theologie sieht von Beginn an eine Parallele zwischen Eva und Maria: „Evas Schuld war es, dass das ursprüngliche Paradies verloren ging, [...] Drangsale aller Art das Menschengeschlecht plagten und der Tod Angst und Schrecken verbreitete. Maria, die zweite Eva, soll die hervorgerufenen Schäden beheben.“ |
| Consolatrix afflictorum                   | Du Trösterin der Betrübten | Du Trost der Betrübten | Die christliche Theologie sieht von Beginn an eine Parallele zwischen Eva und Maria: „Evas Schuld war es, dass das ursprüngliche Paradies verloren ging, [...] Drangsale aller Art das Menschengeschlecht plagten und der Tod Angst und Schrecken verbreitete. Maria, die zweite Eva, soll die hervorgerufenen Schäden beheben.“ |
| Auxilium Christianorum                    | Du Helferin der Christen   | Du Hilfe der Christen  | Die christliche Theologie sieht von Beginn an eine Parallele zwischen Eva und Maria: „Evas Schuld war es, dass das ursprüngliche Paradies verloren ging, [...] Drangsale aller Art das Menschengeschlecht plagten und der Tod Angst und Schrecken verbreitete. Maria, die zweite Eva, soll die hervorgerufenen Schäden beheben.“ |
| Solatium migrantium [Trost der Migranten] | —                          | —                      | Durch Papst Franziskus am 20. Juni 2020, dem Weltflüchtlingstag, eingefügt. |

#### Anrufungen als Königin
| Lateinisch                          | Einheitstext (1950)                  | Text im Gotteslob 2013                | Herkunft/Hintergrund |
| ----------------------------------- | ------------------------------------ | ------------------------------------- | --- |
| Regina Angelorum                    | Du Königin der Engel                 | Du Königin der Engel                  | „Als Mutter des Herrn und seine Gebärerin stand sie ihm näher als die Seraphim, die ihn umgeben.“ – Vgl. auch Offb 12 : Der Erzengel Michael kommt der Frau zu Hilfe, in der Maria gesehen wird. |
| Regina Patriarcharum                | Du Königin der Patriarchen           | Du Königin der Patriarchen            | Die Attribution Marias als Königin der Himmelsbewohner (Regina caeli) war zur Entstehungszeit der Litanei häufig. Die Anordnung und Reihenfolge orientiert sich am Muster von Venantius Fortunatus, sie ist auch aus der Allerheiligenlitanei und der griechischen Liturgie bekannt, wo sie seit dem 6. Jahrhundert belegt ist. |
| Regina Prophetarum                  | Du Königin der Propheten             | Du Königin der Propheten              | Die Attribution Marias als Königin der Himmelsbewohner (Regina caeli) war zur Entstehungszeit der Litanei häufig. Die Anordnung und Reihenfolge orientiert sich am Muster von Venantius Fortunatus, sie ist auch aus der Allerheiligenlitanei und der griechischen Liturgie bekannt, wo sie seit dem 6. Jahrhundert belegt ist. |
| Regina Apostolorum                  | Du Königin der Apostel               | Du Königin der Apostel                | Die Attribution Marias als Königin der Himmelsbewohner (Regina caeli) war zur Entstehungszeit der Litanei häufig. Die Anordnung und Reihenfolge orientiert sich am Muster von Venantius Fortunatus, sie ist auch aus der Allerheiligenlitanei und der griechischen Liturgie bekannt, wo sie seit dem 6. Jahrhundert belegt ist. |
| Regina Martyrum                     | Du Königin der Märtyrer              | Du Königin der Märtyrer               | Die Attribution Marias als Königin der Himmelsbewohner (Regina caeli) war zur Entstehungszeit der Litanei häufig. Die Anordnung und Reihenfolge orientiert sich am Muster von Venantius Fortunatus, sie ist auch aus der Allerheiligenlitanei und der griechischen Liturgie bekannt, wo sie seit dem 6. Jahrhundert belegt ist. |
| Regina Confessorum                  | Du Königin der Bekenner              | Du Königin der Bekenner               | Die Attribution Marias als Königin der Himmelsbewohner (Regina caeli) war zur Entstehungszeit der Litanei häufig. Die Anordnung und Reihenfolge orientiert sich am Muster von Venantius Fortunatus, sie ist auch aus der Allerheiligenlitanei und der griechischen Liturgie bekannt, wo sie seit dem 6. Jahrhundert belegt ist. |
| Regina Virginum                     | Du Königin der Jungfrauen            | Du Königin der Jungfrauen             | Die Attribution Marias als Königin der Himmelsbewohner (Regina caeli) war zur Entstehungszeit der Litanei häufig. Die Anordnung und Reihenfolge orientiert sich am Muster von Venantius Fortunatus, sie ist auch aus der Allerheiligenlitanei und der griechischen Liturgie bekannt, wo sie seit dem 6. Jahrhundert belegt ist. |
| Regina Sanctorum omnium             | Du Königin aller Heiligen            | Du Königin aller Heiligen             | Die Attribution Marias als Königin der Himmelsbewohner (Regina caeli) war zur Entstehungszeit der Litanei häufig. Die Anordnung und Reihenfolge orientiert sich am Muster von Venantius Fortunatus, sie ist auch aus der Allerheiligenlitanei und der griechischen Liturgie bekannt, wo sie seit dem 6. Jahrhundert belegt ist. |
| Regina sine labe originali concepta | Du Königin, ohne Erbsünde empfangen  | Du Königin, ohne Erbschuld empfangen  | Die Anrufungen wurden nach Verkündigung der Dogmen von der unbefleckten Empfängnis Mariens (1854) und der leiblichen Aufnahme Mariens in den Himmel (1950) in die Litanei eingefügt. |
| Regina in caelum assumpta           | —                                    | Du Königin, aufgenommen in den Himmel | Die Anrufungen wurden nach Verkündigung der Dogmen von der unbefleckten Empfängnis Mariens (1854) und der leiblichen Aufnahme Mariens in den Himmel (1950) in die Litanei eingefügt. |
| Regina sacratissimi Rosarii         | Du Königin des heiligen Rosenkranzes | Du Königin vom heiligen Rosenkranz    | |
| Regina familiae                     | —                                    | Du Königin der Familien               | eingefügt 1995 durch Papst Johannes Paul II. |
| Regina pacis                        | Du Königin des Friedens              | Du Königin des Friedens               | eingefügt am 5. Mai 1917 von Papst Benedikt XV. unter dem Eindruck des Ersten Weltkrieges |

### Lamm Gottes
| Lateinisch                                                | Einheitstext (1950)                                                            | Text im Gotteslob 2013                                                     |
| --------------------------------------------------------- | ------------------------------------------------------------------------------ | -------------------------------------------------------------------------- |
| Agnus Dei, qui tollis peccata mundi, parce nobis, Domine. | O Lamm Gottes, das du hinwegnimmst die Sünden der Welt, verschone uns, o Herr. | Lamm Gottes, du nimmst hinweg die Sünde der Welt: (A) Herr, verschone uns. |
| Agnus Dei, qui tollis peccata mundi, exaudi nos, Domine.  | O Lamm Gottes, das du hinwegnimmst die Sünden der Welt, erhöre uns, o Herr.    | Lamm Gottes, du nimmst hinweg die Sünde der Welt: (A) Herr, erhöre uns.    |
| Agnus Dei, qui tollis peccata mundi, miserere nobis.      | O Lamm Gottes, das du hinwegnimmst die Sünden der Welt, erbarme dich unser.    | Lamm Gottes, du nimmst hinweg die Sünde der Welt: (A) Herr, erbarme dich.  |

### Versikel und Oration
|          | Lateinisch | Einheitstext (1950) | Text im Gotteslob 2013 |
| -------- | --- | --- | --- |
| Versikel | Ora pro nobis sancta Dei Genitrix, ut digni efficiamur promissionibus Christi. | Bitte für uns, o heilige Gottesgebärerin, (A) auf dass wir würdig werden der Verheißungen Christi. | — |
| Oration  | Oremus. Concede nos famulos tuos, quaesumus Domine Deus, perpetua mentis et corporis sanitate gaudere: et gloriosa beatae Mariae semper Virginis intercessione, a praesenti liberari tristitia et aeterna perfrui laetitia. Per Christum Dominum nostrum. Amen. | Lasset uns beten. Wir bitten dich, o Herr und Gott, verleihe uns, deinen Dienern, die Freude beständiger Gesundheit der Seele und des Leibes und laß uns auf die glorreiche Fürsprache der seligen, allzeit jungfräulichen Mutter Maria von der gegenwärtigen Trübsal befreit und mit der ewigen Freude erfüllt werden, durch Christus, unsern Herrn. Amen. | Lasset uns beten. Gütiger Gott, du hast allen Menschen Maria zur Mutter gegeben; höre auf ihre Fürsprache, nimm von uns die Traurigkeit dieser Zeit, dereinst aber gib uns die ewige Freude. Durch Christus, unseren Herrn. (A) Amen. |

## Künstlerische Rezeption
Die Lauretanische Litanei wurde von zahlreichen Komponisten vertont, darunter Johann Caspar Ferdinand Fischer, Jan Dismas Zelenka, Marc-Antoine Charpentier, Johann Adolf Hasse, Karl Ditters von Dittersdorf sowie zweimal von Wolfgang Amadeus Mozart (KV 109 und 195).
Motive aus der Lauretanischen Litanei wurden in der bildenden Kunst vielfach aufgegriffen und gestaltet. Beispielsweise wurde in der Mariä-Heimsuchung-Kirche im oberbayerischen Forstinning bei einer Innenrenovierung 2009 im Gewölbe eine Reihe von ornamentalen Medaillons aus der Barockzeit entdeckt, die verschiedene Anrufungen aus der Lauretanischen Litanei illustrieren. Die Wallfahrtskirche in Laaberberg und Gnadenkapelle der Stiftskirche zur Alten Kapelle in Regensburg zeigen im Deckenfresko ebenfalls ausgewählte hochbarocke Illustrationen der aus den Anrufungen Mariens in der Litanei stammenden Metaphern.